# ريكاردو مانغاز
ريكاردو مانغاز (بالبرتغالية: Ricardo Luís Chaby Mangas‏) هو لاعب كرة قدم برتغالي في مركزي الدفاع، ولد في 19 مارس 1998 في أولهاو في البرتغال. لعب مع ديبورتيفو داس أيفيس.

## وصلات خارجية
- ريكاردو مانغاز على موقع الاتحاد الأوربي (الإنجليزية)
- ريكاردو مانغاز على موقع إي إس بي إن إف سي (الإنجليزية)
- ريكاردو مانغاز على موقع قاعدة بيانات كرة القدم.إي يو (الإنجليزية)
- ريكاردو مانغاز على موقع ليكيب (الفرنسية)
- ريكاردو مانغاز على موقع Soccerbase.com (لاعب) (الإنجليزية)
- ريكاردو مانغاز على موقع Soccerway.com (الإنجليزية)
- ريكاردو مانغاز على موقع عالم كرة القدم.نت (الإنجليزية)